# Wim van Zijll

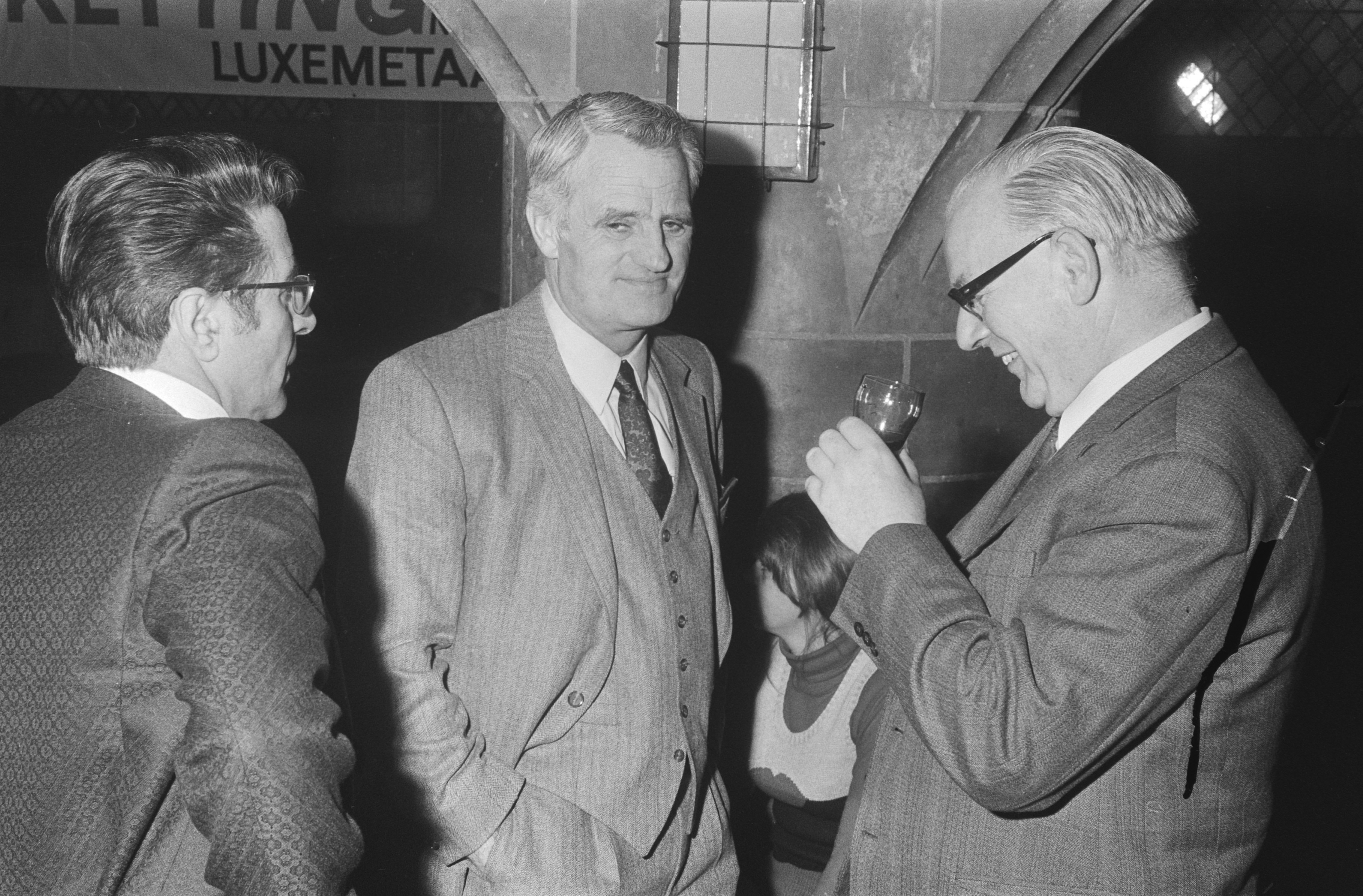
Wim van Zijll (midden) tussen Karel Jansen (VVCS) en Jo Witteveen (NVV) in 1971

Willem (Wim) van Zijll (Amsterdam, 21 januari 1916 – Den Haag, 18 augustus 2011) was een Nederlands sportbestuurder. Van Zijll was directeur van het Nederlands Olympisch Comité (NOC) en algemeen-secretaris van de Nederlandse Sport Federatie (NSF).

## Loopbaan
Van Zijll doorliep de Amsterdamse Academie voor Lichamelijke Opvoeding (ALO) en was vanaf 1937 werkzaam als leraar lichamelijke opvoeding.  In 1939 voerde hij het secretariaat op het eerste Nederlandse Congres voor Lichamelijke Opvoeding in Amsterdam en Den Haag en daaruit volgde in 1941 zijn aanstelling als rijksconsulent voor de lichamelijke opvoeding in Emmen. In 1942 werd hij rijksconsulent in Groningen en werd daar deeltijd docent aan de ALO. In 1946 deed hij het theoretisch examen van de postacademiale leergang van de ALO in Amsterdam en deed in 1948 een licentiaat lichamelijke opvoeding aan de Katholieke Universiteit Leuven. In 1956 promoveerde hij in Leuven op het proefschrift De Olympische Beweging en haar betekenis voor de sport.
In 1947 werd Van Zijll aangesteld als eerste directeur van het Nederlands Olympisch Comité (NOC). Hij was chef d’équipe van de Nederlandse delegatie op de Olympische Zomerspelen 1948 (Londen), 1952 (Helsinki) en 1956 (Melbourne). Van de laatste trok Nederland zich terug vanwege de Sovjet inval in Hongarije. Van Zijll was betrokken bij de oprichting van vele sportaccommodaties in Nederland, zowel in samenwerking met de Dienst Uitvoering Werken (DUW) als vanuit zijn rol in 1950 bij de oprichting van de Technische Raad. Door zijn optreden kreeg het NOC meer een rol als koepel voor de gehele sport. Deze rol botste deels met enkel de olympische belangen. Kritiek vanuit de sporters op de terugtrekking voor de Olympische Zomerspelen 1956, die als eenzijdig vanuit het NOC beschouwd werd en een kritische sportnota in 1958, mede over het functioneren van het NOC, leidde tot de oprichting van de Nederlandse Sport Federatie (NSF) als koepelorganisatie voor de breedtesport.
In 1959 Van Zijll werd de eerste algemeen-secretaris van NSF. Hij was in 1960 actief betrokken bij de oprichting van de stichting De Nationale Sporttotalisator waardoor de opbrengsten van de voetbaltoto niet meer alleen naar de KNVB, maar ook naar de NSF ging. Hij was in 1963 betrokken bij de aankoop van grond in Arnhem waar in 1971 Nationaal Sport Centrum Papendal opende. Van Zijll speelde een belangrijke rol bij de aanleg van verschillende kunstijsbanen en bij de maatschappelijke begeleiding van topsporters. Hij nam het initiatief voor de oprichting van de Stichting voor de Wetenschap van de Lichamelijke Opvoeding en de Sport, die in 1969 aan de Universiteit Utrecht een leerstoel financierde, waar Klaas Rijsdorp bijzonder hoogleraar werd. Hij was bij de NSF een van de actieve krachten achter de Nota Sport 70 waarin een grote reorganisatie van de gehele sport bepleit werd en de oprichting van een Nationaal Sport Overleg, dat in 1977 werd ingesteld. In 1971 werd Van Zijll tijdens de campagne voor de Tweede Kamerverkiezingen 1971 namens D66 als staatssecretaris voor sport opgenomen in het Schaduwkabinet-Den Uyl. Van Zijll was mede-initiator van een Europees overleg van nationale sportkoepels. Dit leidde tot de oprichting van het CDDS (Comité Directoire pour le Développement du Sport), waarvan hij in 1978 de eerste voorzitter werd. Als algemeen-secretaris van de NSF werd hij in 1980 opgevolgd door Wim de Heer. Hiernaast was Van Zijll docent aan de Academie voor Lichamelijke Opvoeding in Den Haag. Na zijn pensionering was hij nog voorzitter van schaatscentrum De Uithof.
Van Zijl werd gedecoreerd tot officier in de Orde van Oranje Nassau en in 1980 tot Ridder in de Orde van de Nederlandse Leeuw. Hij werd onder meer erelid van de NSF, de KVLO, de Judo Bond Nederland en kreeg in 1974 in België de erepenning Piet Theys.